# Atletisme als Jocs Olímpics d'Estiu de 1924 - llançament de javelina masculí
El llançament de javelina masculí va ser una de les proves del programa d'atletisme disputades durant els Jocs Olímpics de París de 1924. La prova es va disputar el 6 de juliol de 1924 i hi van prendre part 29 atletes de 15 nacions diferents.

## Medallistes
| Or                | Plata                  | Bronze              |
| Jonni Myyrä (FIN) | Gunnar Lindström (SWE) | Eugene Oberst (USA) |

## Rècords
Aquests eren els rècords del món i olímpic que hi havia abans de la celebració dels Jocs Olímpics de 1924.
| Rècord del Món | 66m 10cm | Jonni Myyrä | Estocolm (SWE) | 25 agost 1919 |
| Rècord Olímpic | 65m 78cm | Jonni Myyrä | Anvers (BEL)   | 15 agost 1920 |

## Resultats

### Qualificació
Els 29 atletes són dividits en dos grups i disposen de tres llançaments. Els sis millors passaren a la final.
Grup 1
| Pos. | Atleta                       | 1.      | 2.    | 3.    | Distància | Posició general | Qual. |
| ---- | ---------------------------- | ------- | ----- | ----- | --------- | --------------- | ----- |
| 1    | Gunnar Lindström (SWE)       | ~59     | ~58   | 60.81 | 60.81     | 1               | Q     |
| 2    | Jonni Myyrä (FIN)            | X (~52) | 59.30 | ~56   | 59.30     | 2               | Q     |
| 3    | Eugene Oberst (USA)          |         | ~53   | 57.98 | 57.98     | 3               | Q     |
| 4    | Yrjö Ekqvist (FIN)           |         | ~56   | 56.15 | 56.15     | 5               | Q     |
| 5    | Lajos Csejthey (HUN)         |         | 54.86 |       | 54.86     | 9               |       |
| 6    | Lee Priester (USA)           | 54.51   | ~52   |       | 54.51     | 11              |       |
| 7    | Hugo Lilliér (SWE)           | 52.95   | ~51   | ~45   | 52.95     | 13              |       |
| 8    | Georgios Zacharopoulos (GRE) | 51.17   | 51.17 | 51.17 | 51.17     | 15              |       |
| 9    | Willy Seewald (BRA)          | 49.39   | 49.39 | 49.39 | 49.39     | 18              |       |
| 10   | Taki N'Dio (FRA)             | 48.92   | 48.92 | 48.92 | 48.92     | 19              |       |
| 11   | Samba Ciré (FRA)             | 48.65   | 48.65 | 48.65 | 48.65     | 20              |       |
| 12   | Jock Dalrymple (GBR)         | 46.92   | 46.92 | 46.92 | 46.92     | 24              |       |
| 13   | Willi Moser (SUI)            | 46.80   | 46.80 | 46.80 | 46.80     | 25              |       |
| 14   | Sławosz Szydłowski (POL)     | 46.00   | 46.00 | 46.00 | 46.00     | 26              |       |
| —    | Jiří Svoboda (TCH)           |         |       |       | SM        |                 |       |

Grup 2
| Pos. | Atleta                           | 1.      | 2.      | 3.    | Distància | Posició general | Qual. |
| ---- | -------------------------------- | ------- | ------- | ----- | --------- | --------------- | ----- |
| 1    | William Neufeld (USA)            |         | 56.96   |       | 56.96     | 4               | Q     |
| 2    | Erik Blomqvist (SWE)             | X (~54) | ~56     | 56.15 | 56.15     | 5               | Q     |
| 3    | Urho Peltonen (FIN)              | X (~56) | X (~56) | 55.67 | 55.67     | 7               |       |
| 4    | Pekka Johansson (FIN)            | 55.10   |         |       | 55.10     | 8               |       |
| 5    | Taka Gangué (FRA)                | 54.65   | 54.65   | 54.65 | 54.65     | 10              |       |
| 6    | Homer Welchel (USA)              | 52.98   | 52.98   | 52.98 | 52.98     | 12              |       |
| 7    | Carlo Clemente (ITA)             | 52.75   | 52.75   | 52.75 | 52.75     | 14              |       |
| 8    | Arvīds Ķibilds (LAT)             | 50.15   | 50.15   | 50.15 | 50.15     | 16              |       |
| 9    | Aleksander Klumberg (EST)        | ~50     | ~50     | 49.61 | 49.61     | 17              |       |
| 10   | Hans Wipf (SUI)                  | 48.57   | 48.57   | 48.57 | 48.57     | 21              |       |
| 11   | Emmanuel Degland (FRA)           | 48.57   | 48.57   | 48.57 | 48.57     | 21              |       |
| 12   | Mór Kóczán (TCH)                 | 48.39   | 48.39   | 48.39 | 48.39     | 23              |       |
| 13   | Henri Dauban de Silhouette (GBR) | 44.70   | 44.70   | 44.70 | 44.70     | 27              |       |
| 14   | Victor Pickard (CAN)             | 44.69   | 44.69   | 44.69 | 44.69     | 28              |       |

### Final
La final es disputa en acabar la classificació.
| Pos. | Atleta                 | Dist. Qual. | 1.    | 2.    | 3.  | Distància final |
| ---- | ---------------------- | ----------- | ----- | ----- | --- | --------------- |
| 1    | Jonni Myyrä (FIN)      | 59.30       | ~60   | 62.96 | ~58 | 62.96           |
| 2    | Gunnar Lindström (SWE) | 60.81       | ~60   | 60.92 |     | 60.92           |
| 3    | Eugene Oberst (USA)    | 57.98       |       |       |     | 57.98           |
| 4    | Yrjö Ekqvist (FIN)     | 56.15       | 57.56 |       |     | 57.56           |
| 5    | William Neufeld (USA)  | 56.96       |       |       |     | 56.96           |
| 6    | Erik Blomqvist (SWE)   | 56.15       |       |       |     | 56.15           |